# Мост Фрэнсиса Скотта Ки (Балтимор)
Мост Фрэнсиса Скотта Ки (англ. Francis Scott Key Bridge) (также известен как Мост Внешней гавани, или Мост Ки или Мост кольцевой дороги) — стальной арочный сплошной стропильный мост с непрерывными/неразрывными фермами, перекинутый через нижнее течение реки Патапско (внешнюю гавань порта Балтимор).
Мост выходит из промышленного района Хокинс-Пойнт в Южном округе города Балтимор, проходит через небольшую часть округа Анн-Арандел и идёт до местности Дандолк округа Балтимор штата Мэриленд (США) — являясь юго-восточным сегментом объездной дороги вокруг города Балтимор. По нему проходила двухполосная платная межштатная автомагистраль I-695 (Мэриленд) — одна из основных трасс по маршруту между Нью-Йорком и Вашингтоном, и одна из важнейших автомагистралей для Балтиморо-Вашингтонской агломерации.
Его основной судоходный пролёт 366 метров с подмостовым габаритом 56 метров — он был третьим в мире по длине мостом с неразрезной металлической фермой. Имел протяженность 2,57 км и был самым длинным мостом в Балтиморской агломерации.
26 марта 2024 года мост обрушился после столкновения с контейнеровозом.

## История
Мост был построен в 1972—1977 годах и официально был открыт 23 марта 1977 года вместе с 14 км подъездных дорог. Назван в честь поэта-любителя Фрэнсиса Скотта Ки (1779—1843), автора американского национального гимна «Знамя, усыпанное звёздами» .
Мост был самым длинным из трёх платных транспортных связей Балтиморской гавани: двух тоннелей и одного моста. После строительства мостовая конструкция и подходы к ней стали последними звеньями межштатной магистрали 695 — «Балтиморской кольцевой дороги», завершив проект, который длился два десятилетия. Несмотря на вывеску с межштатным обозначением I-695, мост официально числился частью системы автомобильных дорог штата Мэриленд и получил название Maryland Route 695.

## Описание
Мост имел длину 2632 м и на нём курсировало примерно 11,5 миллиона транспортных средств ежегодно. По мосту направлялись грузовики с опасными грузами, поскольку дорожные перевозки опасных грузов запрещены в туннелях Балтимор-Харбор и Форт-Мак-Генри.
Мост Фрэнсиса Скотта Ки был платным объектом, которым управляла транспортная служба Мэриленда (MDTA). Ставка сбора за проезд легковых автомобилей на 1 июля 2013 составила $4,00. Мост являлся частью системы E-ZPass и имел две выделенные полосы E-ZPass на платном участке как в северном, так и в южном направлениях. С 30 октября 2019 года оплату проезда по мосту можно было произвести только безналично.

## Обрушение моста и последствия
26 марта 2024 года мост обрушился после того, как контейнеровоз MV Dali под флагом Сингапура столкнулся с одной из его опор.
Экономические последствия обрушения этого моста затронут не только региональную логистику Соединенных Штатов, но и способны спровоцировать мировой торговый кризис. Американская пресса пишет, что только прямой ущерб от разрушения моста составляет около $81 млрд. Главной проблемой, возникшей в результате обрушения моста, стала полная остановка работы морского порта Балтимора, девятого по объемам обработки грузов внешнеторгового порта страны, внутри которого в момент инцидента находились 10 кораблей. Сейчас порт закрыт на неопределенный срок. В 2023 году в этой морской гавани было обработано 52,3 млн тонн грузов на сумму около $80,8 млрд. Спасательная операция на реке в районе инцидента может занять от нескольких дней до нескольких недель.
14 мая 2024 года специалисты провели управляемый снос последнего оставшегося пролета обрушившегося моста в Балтиморе. Операция дала возможность вызволить контейнеровоз и восстановить движение через порт.

### Замена моста
Через несколько часов после обрушения президент США Джо Байден заявил, что федеральное правительство оплатит всю стоимость реконструкции моста.  2 мая 2024 года представители Министерства транспорта штата Мэриленд заявили, что планируют заменить мост к осени 2028 года. Ориентировочная стоимость нового сооружения составит от 1,7 до 1,9 миллиарда долларов. 

## Галерея
- Строительство моста, 1976 год
- Проход судна под мостом, 2012 год
- Дорожное полотно моста